# Össur
Össur (NASDAQ OMX: OSSR) er en islandsk virksomhed der fremstiller ikke-kirurgisk ortopædi. Virksomheden fremstiller og sælger indlæg, støtte, kompression og proteser. Össurs hovedsæde er i Reykjavik og virksomheden er børsnoteret. Virksomheden har også mindre aktiviteter i Amerika, Europa og Asien, med adskillige distributører. I 2006 åbnede Ossur Asia en afdeling i Shanghai, Kina.

## Historie
Össur er grundlagt på Island i 1971 af Össur Kristinsson, en bandagist. Kristinsson-familien ejede virksomheden indtil 1999, hvor den blev børsnoteret på Iceland Stock Exchange. I begyndelsen servicerede virksomheden kun det islandske marked, men eksport blev påbegyndt i 1986. Virksomheden ekspanderede hurtigt i 90'erne og overtog flere virksomheder i 2000'erne. Össur er i dag en stor international virksomhed med ca. 1.600 medarbejdere i 14 lande.

### Opkøb
Siden år 2000 har Ossur opkøbt 15 virksomheder. Alle udtagen Gibaud Group er 100 % overtaget.
- 2000 – Skóstofan [1]
- 2000 – Flex-Foot, Inc.
- 2000 – PI Medical AB.[2]
- 2000 – Karlsson & Bergstrom AB.[2]
- 2000 – Century XXII Innovations, Inc
- 2003 – Linea Orthopedics AB.
- 2003 – Generation II Group, Inc.[3]
- 2005 – Advanced Prosthetic Components
- 2005 – Royce Medical, Inc.
- 2005 – Innovative Medical Products, Ltd.
- 2005 – GBM Medical AB.
- 2006 – Innovation Sports, Inc.
- 2006 – Gibaud Group[4]
- 2007 – SOMAS
- 2010 – Orthopaedic Partner Africa [5]

## Sponsorater
Össur har bl.a. sponsoreret de Paralympiske legedeltagerne- og verdensrekordindehaverne Oscar Pistorius, Sarah Reinertsen og Rudy Garcia-Tolson. Også løberen Brian Frasure har været sponsoreret af Össur.